# Saddle Creek Records
Saddle Creek Records (anteriormente llamada Lumberjack Records) es una compañía discográfica independiente estadounidense fundado en 1993 por el músico y productor musical: Mike Mogis y Justin Oberst, siendo este el hermano del músico americano de rock: Conor Oberst. El nombre de la discográfica significa un camino llamado "Saddle Creek", que se encuentra en la ciudad de Omaha, Nebraska y en la cual es el lugar donde dio origen a varios artistas ya pertenecientes al sello.

## Algunos artistas de la discográfica
- Conor Oberst
- Cursive
- Desaparecidos
- Ladyfinger (ne)
- Land of Talk
- Rilo Kiley
- Sebastien Grainger (Death from Above)
- The Faint
- The Thermals
- Tokyo Police Club